# ナット・ア・セカンド・タイム
「ナット・ア・セカンド・タイム」（Not a Second Time）は、ビートルズの楽曲である。1963年に発売された2作目のイギリス盤公式オリジナル・アルバム『ウィズ・ザ・ビートルズ』に収録され、アメリカではキャピトル・レコードから発売された『ミート・ザ・ビートルズ』の収録曲として発売された。レノン＝マッカートニー名義となっているが、ジョン・レノンによって書かれた楽曲。

## 背景・曲の構成
「ナット・ア・セカンド・タイム」について、レノンは1980年の『プレイボーイ』誌のインタビューで「僕の曲。何かに挑戦しようと思ったんだけど、それが何だったのかは忘れた」と語っている。なお、レノンは「当時はスモーキー・ロビンソンか何かを書こうとしていた」とも語っており、ポール・マッカートニーも「スモーキー・ロビンソン&ミラクルズに影響された曲」としている。
本作は、ビートルズが作曲家としての評価を受けた初の例となっている。『タイムズ』誌のウィリアム・マンは「メジャー・トニックのセブンスとナインスが強固に組み込まれ、フラットを付した長短音階の6度の転調があるせいで、最後のイオリアン・ケイデンス（自然的短音階）も非常に自然になっている。コード進行は、マーラーの『大地の歌』に匹敵する」と分析している。レノンは、後年に「未だにイオリアン・ケイデンスが何なのかがわからない」と語っている。

## レコーディング
「ナット・ア・セカンド・タイム」のレコーディングは、1963年9月11日にEMIレコーディング・スタジオでジョージ・マーティンのプロデュースのもとで行なわれた。9テイクで録音され、レノンのボーカルはダブルトラックとなっている。
10月29日にステレオ・ミックスが作成され、翌日にモノラル・ミックスが作成された。

## クレジット
※出典
- ジョン・レノン - ダブルトラックのボーカル、アコースティック・ギター
- ポール・マッカートニー - ベース
- ジョージ・ハリスン - アコースティック・ギター
- リンゴ・スター - ドラム
- ジョージ・マーティン - プロデューサー、ピアノ
- ノーマン・スミス - エンジニア

## カバー・バージョン
- R・スティーヴィー・ムーア - 1978年に発売されたアルバム『North』に収録[10]。
- ロバート・パーマー - 1980年に発売されたアルバム『Clues』に収録[11]。
- プリテンダーズ - 1990年にヨーロッパ圏でシングル盤として発売[11]。
- ザ・スミザリーンズ（英語版） - 2007年に発売されたアルバム『Meet the Smithereens!』に収録[12]。